# الإمبراطورية السلوقية
الدولة السلوقية أو الإمبراطورية السلوقية، هي دولة إغريقية تأسست في غرب آسيا خلال العصر الهلنستي، وامتدت زمن وجودها من سنة 312 قبل الميلاد حتى سنة 63 قبل الميلاد. تأسست الإمبراطورية السلوقية على يد سلوقس الأول نيكاتور (المنتصر)، عقب تقسيم تركة الإمبراطورية المقدونية السابقة، والتي أسسها الإسكندر الأكبر.
اكتسب سلوقس الأول بلاد بابل الواقعة ضمن بلاد الرافدين في عام 312 قبل الميلاد، وعمل على توسيع ممتلكاته لتشمل معظم أراضي الشرق الأدنى، والتي خضعت حينها لسلطة الإمبراطورية المقدونية السابقة. شملت الإمبراطورية السلوقية، في أوجها، أراضٍ تمتد من الأناضول إلى بلاد فارس وبلاد الشام وبلاد الرافدين، والأراضي التي تمثل اليوم دولتي الكويت وأفغانستان، وأجزاء من تركمانستان.
كانت الإمبراطورية السلوقية إحدى مراكز الحضارة الهلنستية الكبرى. تمتعت التقاليد واللغة اليونانية القديمة بامتياز كبير، وعلى الرغم من التسامح مع التقاليد المحلية عمومًا، ألّفت النخبة اليونانية الحضرية الطبقة السياسية المهيمنة، معززة بالهجرة الثابتة من اليونان. خاضت الإمبراطورية في قسمها الغربي حروبًا مستمرة مع المملكة البطلمية المصرية، وهي دولة هلنستية منافسة. إلى الشرق، اندلعت النزاعات مع الإمبراطورية الماورية ومؤسسها تشاندراغبت موريا، ما أدى إلى التنازل عن أراضٍ واسعة غرب نهر السند في عام 305 قبل الميلاد لصالح الإمبراطوري الماورية، وتشكيل تحالف سياسي معها.
في أوائل القرن الثاني قبل الميلاد، حاول أنطيوخوس الثالث إسقاط سلطته وهيمنته على اليونان الهلنستية، لكن باءت محاولاته بالفشل على يد الجمهورية الرومانية وحلفائها من الإغريق، فاضطر السلوقيون إلى دفع تعويضات باهظة عن الحرب، والتخلي عن المطالب الإقليمية غرب جبال طوروس، فكانت تلك الأحداث بداية الانحدار التدريجي للإمبراطورية السلوقية. احتل مهرداد الأول معظم الأراضي الشرقية للإمبراطورية في منتصف القرن الثاني قبل الميلاد، بينما استمر ازدهار المملكة الإغريقية البخترية في الشمال الشرقي. تحول ملوك السلوقيين لاحقًا إلى مجرد بقايا دولة في سوريا، وبقي الوضع على هذا الحال حتى احتلال دولتهم على يد ديكرانوس الثاني ملك أرمينيا عام 83 قبل الميلاد، ثم الإطاحة بالسلوقيين كليًا على يد الجنرال الروماني بومبيوس الكبير عام 63 قبل الميلاد.

## الامتداد
غنم الإسكندر المقدوني أراضي الإمبراطورية الأخمينية وكانت حصّة السلوقيين الجزء الأكبر منها بعد قسمة موته، فيما عدا مصر التي نالها البطالمة، وهكذا كانت حدود الدولة:
- شرقاً: دولة ماوريا في الهند
- غرباً: الدولة المقدونية في اليونان
- شمالاً: المملكة الإغريقية الباخترية
- جنوباً: شبه الجزيرة العربية، ومصر البطلمية

شاملة بذلك كلاً من آسيا الصغرى والهلال الخصيب وفارس
كانت عاصمة الدولة السلوقية مدينة سلوقية على نهر دجلة في العراق لكن تم نقل عاصمتهم في ما بعد إلى مدينة أنطاكية في سوريا التي أسسوها. ومع هذا الامتداد الهائل إلا أنه يمكن اعتبار منطقة شمال غرب الهلال الخصيب هي المنطقة النواة للإمبرطورية السلوقية، وذلك من خلال المدن الأربعة تترابوليس التي أزدهرت في هذه المرحلة وهي:
- سلوقية
- أنطاكية عند مصب نهر العاصي.
- اللاذقية في سورية على شاطئ البحر الأبيض المتوسط التي اعتبرت الميناء الهام لأنطاكية على بعد 32 كم منها.
- أفاميا في سورية.

## تاريخ

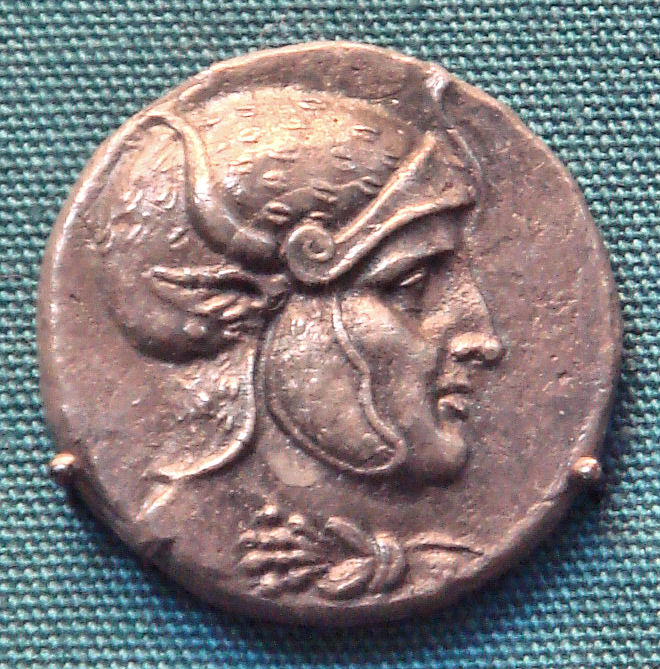
عملة معدنية تعود لحقبة الملك السلوقي سلوقس الأول المنصور

كان سلوقس الأول المنصور أحد ملوك الطوائف الذين اجتمعوا بعد موت الإسكندر المقدوني في اتفاقية تريباراديسوس (Triparadisus) عند نهر العاصي في سورية عام 321 ق.م. لتقاسم الإمبرطورية، وكان أن نال سلوقس الأول ولاية بابل، لكنه ما لبث أن اتّجه إلى بطليموس الأول إثر الهجوم الذي شنه القائد أنتيغونوس الأول مونوفثالموس في العام (316 ق.م) على شرق الهلال الخصيب، لكنه عاد في العام 312 ق.م. وأعلن بداية الحكم السلوقي رسمياً، وتبع ذلك في العام 305 ق.م. بتلقيب نفسه ملكاً أسوة بباقي ملوك الطوائف، وجعل من سلوقية على دجلة عاصمة لحكمه، وتابع سلسلة من المعارك في شرق الإمبرطورية، وكان قد تخلى بعد صلح عن مناطق قريبة من الهند لصالح دولة ماوريا.
شكل أنتيغونوس الأول مونوفثالموس خطراً على بقية ملوك الطوائف بمطالبته لنفسه بخلافة الإسكندر الأكبر، وما كان من سلوقس الأول إلا أن تحالف مع القائد ليسيماخوس وهزماه في معركة إبسوس بالعام (301 ق.م) في فريجيا، وبذلك ضم غرب الهلال الخصيب وطور أنطاكية في شمال غرب سورية لتصبح عاصمة لحكمه. إلا أن ليسيماخوس الذي سيطر على مقدونيا أصبح مصدر خطر على سلوقس الأول، مما أدى إلى وقوع معركة بينهما معركة كوروبيديوم (عند مانيسا المعاصرة) في عام 281 ق م، انتصر فيها سلوقس الأول . ووضع تحت قيادته الجزء الأكبر من إمبراطورية الإسكندر الأكبر. وفي أثناء تقدمه نحو مقدونيا اغتاله بطليموس كيراونوس أحد المطالبين بالعرش المقدوني في نفس العام 281 ق م.

## حروب ومعارك
لم يعترف السلوقيون بسيادة البطالمة على القسم الجنوبي الغربي من الهلال الخصيب، المسمى (Coele-Syria / كل سوريا) أو سورية الجوفاء وخاضوا ضدهم سلسلة من الحروب عرفت باسم الحروب السورية (278 - 168 ق.م) لم يستطيعوا في الأربع سنوات الأولى منها تثبيت سيادتهم العسكرية، كما حاربت الدويلات الهلنستية بعضها في الأناضول، وحارب السلوقيون مجموعات البدو البارثيين الذين نزلوا منطقة جنوب بحر قزوين وشكلوا ماعرف بدولة الأشكانيان أو الأرشيكون.
ودام أمر الحروب بعد تولي |أنطيوخوس الأول سوتر (281- 261 ق.م) (Antiochus I Soter) ابن سلوقس الأول، حيث تحالف مع ماجاس القوريني (Magas of Cyrene) ضد بطليموس الثاني في الحرب السورية الأولى وحقق نجاحاً محدوداً، وبعد أن قتل في إحدى المعارك ضد الكلت، تولى بعده ابنه أنطويوخس الثاني ثيوس (Antiochus II Theos) حكم(261- 246 ق.م) الذي حصل في الحرب السورية الثانية على أجزاء من ايونيا (Ionia)، ثم تولى سلوقس الثاني كالينيكوس (Seleucus II Callinicus) حكم (246- 226 ق.م) والذي حصلت الحرب السورية الثالثة في عهده.
مع اعتلاء أنطيوخوس الثالث الكبير الحكم في (123- 187 ق.م) وهو الأخ الأصغر لسلوقس الثالث كيرانوس (Seleucus III Ceraunus)، عادت الدولة السلوقية لتستعيد قوتها وتبسط سيطرتها على أجزاء واسعة، فقد أعادت السيطرة على أجزاء من الأناضول وصولاً إلى أرمينيا، وأجزاء من (كل سورية) في الحرب السورية الرابعة في موقعة رفح في العام (217 ق.م) الذي واجه بها بطليموس الرابع، إلا أنه استطاع في العام (200 ق.م) السيطرة التامة على منطقة جنوب غرب الهلال الخصيب في معركة بانياس الحولة في الجولان جنوب غرب سوريا، كما وعمت سيطرة الدولة السلوقية بدءً من العام (196 ق.م) على كل آسيا الصغرى بما في ذلك المناطق الساحلية، وامتد نفوذ الدولة حتى تراقيا، مما أدى إلى المواجهة مع الرومان الذين دخلوا المنطقة اليونانية في نفس الفترة بما عرف باسم الحروب الرومانية السورية (Roman-Syrian War) في الفترة ما بين(192- 188 ق.م) والتي انتهت بخسارة السلوقيين في معركة مغنسيا (Magnesia) في العام (190 ق.م) فاضطر السلوقيون إلى توقيع معاهدة صلح أفاميا (في فريجيا) في سوريا عام (188 ق.م) مع الجمهورية الرومانية، فتراجعت بموجبها الدولة السلوقية حتى قيليقيا.
بعد موت أنطيوخس الثالث (187 ق.م) استقلت الأقاليم التي ضمّت للدولة في عهده واقتصرت حدود الدولة السلوقية على الهلال الخصيب وغرب إيران، وبدأت الإمبراطورية الرومانية بفرض سطوتها، وكذلك الإمبراطورية الفارسية، وعادت الأوضاع لتتحسن مع اعتلاء انطيوخوس الرابع الظاهر العرش (175-164 ق.م) حيث حدثت الحرب السورية السادسة (170 ق.م) واحتل السلوقين مصر وهزم البطالمة وتمت سيطرت الدولة السلوقية على الجزء الأكبر من مصر السفلى، وامتد حكم الدولة السلوقية في مناطق واسعة من مصر، وفي يوم إلفسينا عام (168 ق.م) ارسل مبعوث روما وتم الأتفاق بين السلوقيين والروم وتخلى السلوقيون بموجبها عن الجزء الجنوبي، وفي طريق عودته قام بتدمير معبد أورشليم (القدس) في العام (167 ق.م) لمعاقبة اليهود الذين تحالفوا مع البطالمة ضد الدولة، وعلى أثر ذلك حدث التمردالحشموني (المكابية اليهودية) في جنوب غرب الهلال الخصيب (فلسطين) (165 ق.م)، كذلك أعاد الظاهر انطيوخوس ضم أرمينا للدولة السلوقية، ومات في إحدى المعارك على الجبهة الشرقية.
بين عامي 162 و150 ق.م اعتلى عرش المملكة السلوقية ديمتريوس الأول سوتر (Demetrius I Soter) ابن سلوقس الرابع الذي عاد من أسره في روما، وأعاد شرق الهلال الخصيب من يد السيطرة الفارسية، وكانت هذه الفترة بداية النزاعات على الحكم والقلاقل الداخلية في المملكة، ومع العام (142 ق.م) تسنى لديودوتوس (Diodotus Tryphon) الملك ،الأمر الذي أدى إلى ثورات في العديد من المدن واستقلال أو حكم ذاتي لكل من صور وصيدا وطرطوس وطرابلس وعسقلان واللاذقية وأورشليم وبيروت ومحولة منه لتهدئة الأوضاع الداخلية قام بإعفاء مقاطعة يهوذا من الضرائب ومنحها نوع من الحكم الذاتي، كما ازداد نفوذ الأنباط في جنوب غرب الهلال الخصيب وتلقب زعماؤهم بالملوك (منذ أواسط القرن الثاني)، ونافسوا دولة يهوذا، وبقيت حال الفوضى ففقدت المملكة جزأها الشرقي للفرس مرة أخرى، إلى أن تولى الحكم أنطيوخوس السابع الصيديوني (Antiochus VII Sidetes) حكم (138- 129 ق.م) حيث أعاد سيطرة الدولة على كامل الهلال الخصيب.

## نهاية الدولة
بعد حكم أنطيوخوس السابع خضعت الدولة السلوقية لنفوذ وتدخل الممالك المجاورة، وبدأ من العام (125 ق.م) تواجد أكثر من ملك في نفس الوقت للدولة، فكان البطالمة يتحالفون مع المطالبين بالعرش في سبيل إضعاف الملوك الموجودين على العرش، وزادت الصراعات الداخلية في المملكة وفي البيت الملكي بين الأخوة وأبناء العمومة، وبقي الحال على ذلك حتى العام (83 ق.م) حيث استغل ملك أرمينيا ديكرانوس الثاني حكم (83- 69 ق.م) هذه الفوضى وقام بمهاجمة السلوقيين والسيطرة على جزء من مملكتهم في سوريا، ولكنه مالبث أن هزم في مواجهته مع الرومان في العام (69 ق.م)، وعاد الملك السلوقي تحت حكم الملك أنطيوخوس الثالث عشر (Antiochus XIII Asiaticus) حكم (69- 64 ق.م) ولكنه تابع للقيادة الرومانية، وكان أن نافسه ابنه فيليب الثاني (65- 63 ق.م)، إلا أن القائد الروماني بومبي أنهى الحكم السلوقي في العام (63 ق.م) وجعل من سوريا مركز الإمبراطورية الرومانية الشرقية وهو ماعرف بالولاية الرومانية السورية.